# 醉仙岩征倭摩崖石刻
醉仙岩征倭摩崖石刻，位于中国福建省厦门市思明区万石植物园内，为一个省级文物保护单位，类型为石刻及造像，为第五批福建省文物保护单位，公布时间为2001年1月20日。
醉仙岩征倭摩崖石刻的历史年代为明。